# 加姆斯

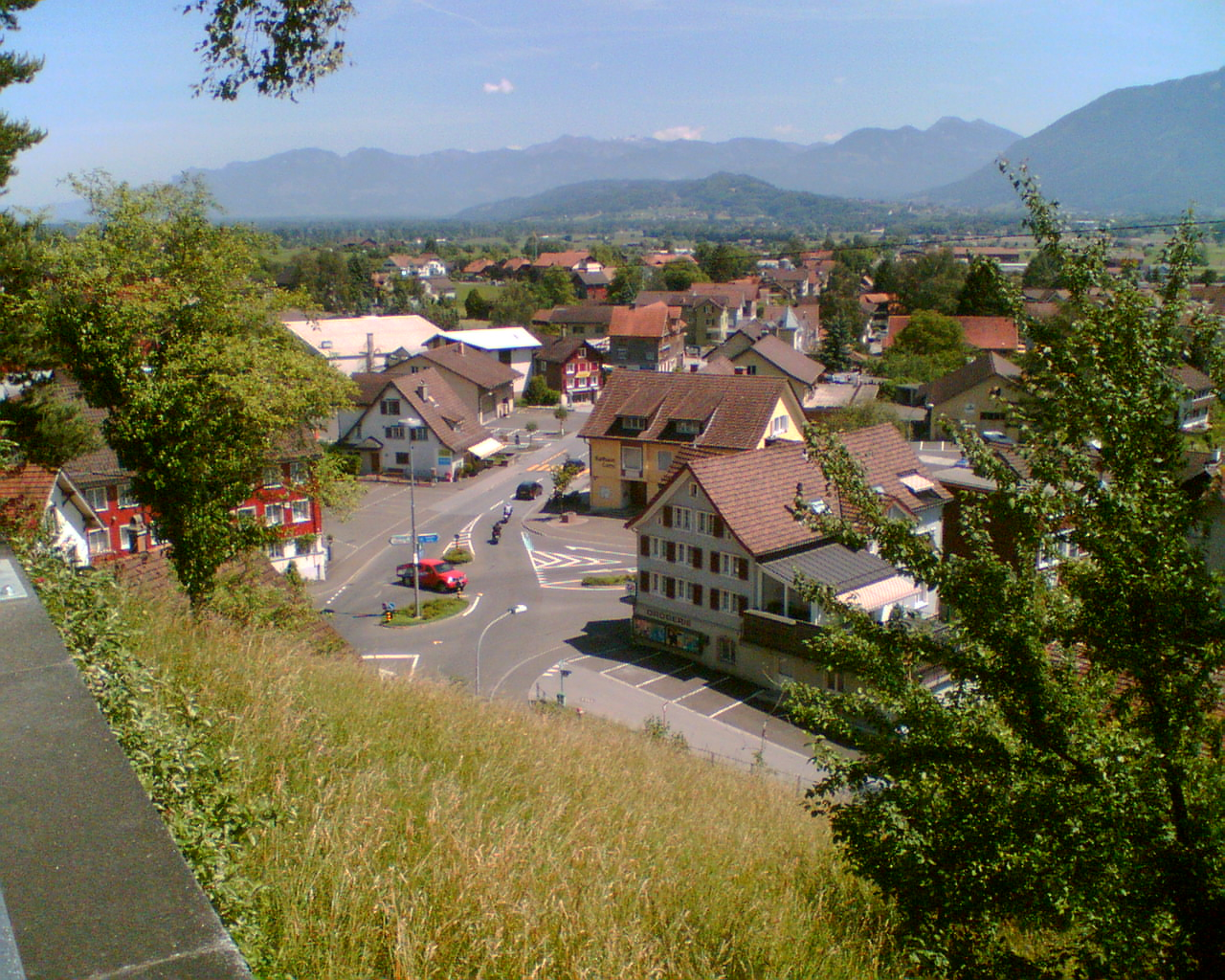

加姆斯（德語：Gams）是瑞士聖加侖州的市镇，位於該國東北部，面積22.3平方公里，海拔高度490米，2011年人口3,131，六成人口信奉羅馬天主教，人口密度每平方公里140人。

## 外部連結
- Official website （德文）